# 克蘭灣
克蘭灣（英語：Crane Cove）是南極洲的海灣，位於威爾克斯地的布德海岸，寬0.2公里，入口處在貝利半島北面，在1957年2月由美國海軍命名，現時由南極條約體系管理。